# Afonso Fernandez Cebolhilha
Afonso Fernandez Cebolhilha (o Cebollilla) fue un trovador castellano del siglo XIII.

## Biografía
Apenas se conservan dotaos biográficos. Se le identifica como noble sevillano, de la familia de los Cebollilla, documentado como vasallo del noble Alfonso Pérez de Guzmán, al que acompañó en su exilio por tierras marroquís a finales del siglo XIII.
Su actividad poética se sitúa en el reinado de Sancho IV y tuvo relaciones literarias con otros trovadores de la lírica gallego-portuguesa como: Airas Nunes, Gómez García, Johan Vasquiz de Talaveira y Pai Gómez Chariño entre otros.

## Obra
Se conservan 7 cantigas de amor, de las cuales 5 son de dudosa autoría.